# جفری چیسا
جفری چیسا (به انگلیسی: Jeffrey Chiesa) (زادهٔ ۲۲ ژوئن ۱۹۶۵) سناتور ایالت نیوجرسی در سنای ایالات متحده آمریکا است که در ۱۰ ژوئن ۲۰۱۳ در پی مرگ سناتور این ایالت از سوی فرماندار نیوجرسی به‌عضویت این مجلس درآمد و به زودی جایگزین وی در انتخاباتی برگزیده خواهد شد.